# Xenofon
Xenofon (n. 430 î.Hr., Erchia⁠(d), inland trittys⁠(d), Atena clasică – d. 354 î.Hr., Corint, Peloponez, Grecia de Vest și Insulele Ionice⁠(d), Grecia) a fost un istoric, soldat și mercenar grec, precum și un discipol al lui Socrate.

## Viața și opera
Xenofon, istoricul și memorialistul, s-a născut lângă Atena în jurul anului 430 î.e.n și a trăit până către 350. Fiul unui cetățean de vază, a avut parte de o educație aleasă, numărîndu-se printre cei ce frecventau lecțiile sofistului Prodicos de Céos, înainte de a deveni un discipol  entuziast al lui Socrate, de care s-a atașat de timpuriu, când abia împlinise vârsta de douăzeci de ani. Diogenes Laertios și Strabo ne relatează că Socrate i-ar fi salvat viața în bătălia de la Delion (424 î.e.n.). Recunoscător, Xenofon a stat în preajma maestrului iubit cinci-șase ani, hotărâtori pentru formația sa intelectuală și morală — pînă în 401, când părăsește Atena.
La finele războiului peloponesiac, care a durat treizeci de ani (431-401) și a provocat Atenei mari pagube, Xenofon, spirit de aventurier, se înrolează în expediția celor Zece Mii — punându-se, fără să știe la început despre ce este vorba, în slujba lui Cirus cel Tânăr, care urmărea să-l detroneze pe fratele său Artaxerxes, regele persan.
Peregrinările lui Xenofon în această memorabilă campanie sunt descrise de el însuși, cu savoare și multe detalii prețioase, în Anabasis ("Expediția (militară)") ca un „jurnalist — am spune reporter — mai mult decât ca un combatant". După alte multe peripeții, vădindu-se de mai mult timp un filospartan declarat, atenienii l-au exilat în 399, anul în care maestrul său a băut cucută. Fiind luat sub protecția spartanilor, aceștia îi dăruiesc, cam în aceiași timp, un domeniu la Scillus, în Elida, nu departe de Olimpia.  Aici Xenofon stă vreo douăzeci de ani cu soția și doi copii, ocupîndu-se cu agricultura, vînătoarea și echitația — pasiunile lui din fragedă tinerețe. Tot aici, așa cum susțin mai toți cercetătorii lui Xenofon și-a scris tratatele care i-au asigurat un loc onorabil în vasta și impunătoarea istorie a literaturii elene.
Pentru a evidenția aria largă a preocupărilor lui Xenofon, am putea spune enciclopedismul său, vom enumera, pe lângă lucrarea istorică citată mai sus Anabasis, scrierile sale Helenice, o continuare a istoriei grecești în completarea operei Iui Tucidide: Ciropedia sau despre Educația lui Cirus cel Bătrîn, întemeietorul statului persan (secolul VI î.e.n.), unde ne întâmpină nu puține accente de admirație față de opera istorică a aceluia; Statul spartan, în care dă expresie lacedemonismului, simpatiei sale față de Sparta și de rânduielile ei politice și morale.
Pe lângă scrierile socratice, Diogenes Laertios vorbește de patruzeci de cărți — tratatele: Despre venituri, Despre echitație. Despre vânătoare.
În toate cele patru scrieri traduse acum în românește, personajul principal este înțeleptul atenian Socrate, una din figurile cele mai luminoase din istoria universală, expresie, deopotrivă, a spiritului Eladei ca și a celor mai nobile idealuri ale umanității. Alături de Socrate apar nenumărați discipoli și auditori ai înțeleptului atenian, dintre care se disting, împreună cu Xenofon, Antistene cinicul și Aristip hedonistul. Maestrul — „plebeul" Socrate le apărea tuturor acestor admiratori ai săi ca „eliberatorul" oamenilor de sub jugul plăcerilor și al prejudecăților.

## Despre opera lui Xenofon. Criticii.
S-a discutat enorm, existând o întreagă literatură de specialitate, despre felul cum este prezentat Socrate în scrierile închinate lui. Au fost voci, nu lipsite de autoritate, care au văzut în ele doar unele „șabloane obișnuite, care nu transcriu amintiri autentice". Alți critici, la fel de avizați, au văzut Convorbiri memorabile, de pildă, în substanța lor — „trăirea proprie, nealterată și nemijlocită a unei persoane care a participat la discuțiile ce le conțin, apreciind, totodată, caracterul inovator al lucrării lui Xenofon care „inaugurează o specie literară căreia doar Comentariile lui Iulius Cezar le mai pot sta alături."
Este un fapt indubitabil însă că scrierile socratice denotă în mare parte atașamentul total al autorului lor față de doctrina maestrului, la programul acestuia de a instaura la Atena, în întreaga Grecie, dornnia „înțelepciunii". Discutând apoi problema capitală a veracității, a istoricității imaginii lui Socrate transmisă de Xenofon, exegeți dintre cei mai informați atestă în aceste lucrări „o tendință, o chemare de a-și revitaliza moralicește poporul său, urmărită conștient și tenace de către Socrate, care cu ,,optimismul său raționalist" a pledat ca nimeni altul pentru întronarea privilegiului regesc al spiritului, al inteligenței”.
O problemă de o deosebită acuitate și amplitudine a fost cea a interpretării caracterizării xenofontice a lui Socrate în comparație cu datele prețioase oferite de dialogurile platoniciene. Au fost voci care au mers atât de departe încât au negat că Xenofon l-ar fi cunoscut pe Socrate și au susținut, implicit, că toate relatările lui nu ar fi decît fie născociri, fie i-ar fi fals atribuite. Alți critici, mai circumspecți, au susținut, pe temeiul inaderenței lui Xenofon la subtilitățile filosofice, că adevăratul Socrate ar fi cel prezentat de Platon, care a înțeles adecvat resorturile ultime, metafizice, ale gândirii maestrului.
Este, adevărat că discipolul Xenofon a stat departe de magistrul său ani îndelungați, este cert, de asemenea, că formația lui intelectuală nu i-ar fi permis să urmărească toate meandrele dialecticii, dar el nici nu și-a propus acest lucru. Ținta lui a fost readucerea în memorie a figurii dragi a maestrului, odată cu reactualizarea învățăturilor acestuia, pentru ca ele să fie pilde de reconfortare morală a atenienilor, cu deosebire a tineretului. Pe bună dreptate conchide P. Chambry că Platon a fost „un filosof profund și sublim, în timp ce Xenofon a fost un moralist ingenios și înțelept", ceea ce ar însemna că la acesta din urmă al trebui căutat „adevăratul" Socrate.
Referindu-se la Convorbiri memorabile ( în  traducere latină Memorabilia) un cercetător de talia lui Walther Kranz se exprimă și mai categoric: „Cine vrea să-l cunoască pe autenticul Socrate nu se poate dispensa de această lucrare... în care unele trăsături ale Iui Socrate sunt mai pregnant redate decât face și vrea să facă Platon. Constatarea este subliniată și de L. Breitenbach cu privire la Banchetul lui Platon și cel al lui Xenofon. La acesta din urmă, Socrate e mai real, nu poetic, deci depărtat de realitate.
Există nenumărate mostre de fidelitate aproape absolută a lui Xenofon față de învățătura și chiar formulările meastrului. Dar și aici s-au găsit critici care să obiecteze că asemenea congruențe s-ar explica prin faptul că Platon însuși i-a servit drept izvor lui Xenofon, Lucrul nu este improbabil cu atât mai mult cu cât scrierile lui Xenofon sunt posterioare capodoperelor lui Platon, de unde s-ar fi putut inspira. P. Chambry plasează acțiunea din Banchetul lui Xenofon pe când acesta avea doar vreo doisprezece ani (421), în timp ce opera omonimă a lui Platon fusese compusă câtva timp după anul 385.
Într-un singur pasaj — cum remarcă Breitenbach s-a bănuit că Xenofon redă o idee care nu-i a lui Socrate, cea referitoare la locurile întărite ocupate de misieni și pisidieni, de unde aceștia le provocau pagube perșilor (Conv. mem III; 5)

## Xenofon și Platon
Cu toate disputele iscate între învățați privind scrierile „socratice" ale lui Xenofon, ele au rămas în conștiința posterității ca o imagine vie a înțeleptului atenian, prezentată cu căldura celui ce i-a sorbit nemijlocit cuvintele. Neșansa lui Xenofon a fost și este de a fi mereu comparat cu marele său „rival" și contemporan — cu „divinul Platon". Suntem încredințați că dacă Platon n-ar fi manifestat atâta interes față de personalitatea și doctrina maestrului său, Xenofon ar fi binemeritat înzecit de la posteritate pentru imensul serviciu făcut prin consemnarea conversațiilor purtate de Socrate cu concetățenii săi.
În ciuda eclipsării lui Xenofon de către Platon, primul ne-a transmis un tezaur de știri despre Socrate care-i conturează mai bine personalitatea de om și gânditor, așa cum o aflăm în dialogurile lui Platon. Xenofon ne prezintă mai accentuat „demofilia" înțeleptului, predilecția lui de a sta de vorbă cu oameni din popor, — „oameni de omenie" — ca Antistene, Arhedemos și acel neuitat „cetățean pe nume Apolodor, foarte apropiat lui Socrate, un om simplu care, auzind sentința ce a fost pronunțată, i-a zis: ,,Cel mai dureros pentru mine este, Socrate, când știu că ai fost condamnat la moarte pe nedrept.”
Xenofon, un împătimit de agricultură, îl face pe Socrate să rostească unui dintre cele mai înălțătoare elogii aduse muncii câmpului: „maica și educatoarea artelor". Pasajul a fost reprodus de Cicero în latinește în Cato Major sau Despre bătrânețe, prelucrat de Vergilius în Georgice, reluat de Columella, de Pliniu cel Bătrîn ș.a.
Concordanța dintre vorbe și fapte este mai apăsată la Xenofon, când ni-l prezintă pe înțelept ca nedorind, în nici un chip, să fie „părtaș la puterea necălăuzită de judecată" , când îi înfruntă pe judecători, când se opune săvîrșirii oricărei acțiuni nedrepte, căci „dreptatea era totuna cu virtutea, înțelepciunea și cu fericirea, pentru Socrate pe care un interlocutor al său îl numea „dascăl al nefericirii noastre (kakodaimonias didaskalos). Formulă de o rezonanță nebănuită la Xenofon, pentru care merită să fie invidiat și de Platon.